# Влажные леса Тапажоса-Шингу
Влажные леса Тапажоса-Шингу (англ. Tapajós-Xingu moist forests) — экорегион тропических и субтропических влажных широколиственных лесов в Бразилии, в штатах Пара и Мату-Гросу. Является частью дождевых лесов Амазонии.

## Описание
Экорегион влажных лесов Тапажоса-Шингу простирается от реки Тапажос на западе до реки Шингу на востоке, от реки Амазонки на севере до невысокого горного массива Серра-ду-Кашимбу на юге. Граничит с другими лесными экорегионами: на западе — с влажными лесами Мадейры-Тапажоса, на юге и юго-западе — с сухими тропическими лесами Мату-Гросу, на востоке — с влажными лесами Шингу-Токантинса-Арагуаи, на севере — с влажными лесами Уатума-Тромбетас. Реки создают барьеры на пути обмена флорой и фауной с соседними экорегионами.
Влажные леса Тапажоса-Шингу занимают площадь 336 700 км². Располагаются по большей части на сильно выветрившемся Бразильском щите, образовавшемся около миллиарда лет назад и сформировавшем жёсткий кристаллический фундамент. Ландшафт экорегиона неоднородный, с холмистой местностью и многочисленными небольшими реками. Самая крупная из таких рек — Ирири, левый приток Шингу. Другие реки, протекающие через леса Тапажос-Шингу — Жаманшин, Куруа, Крепори, Куруа-Уна и Жарауку. В их воде содержится очень мало взвешенных осадков, иногда они полностью отсутствуют. За исключением возвышенных районов почвы богаты питательными веществами. Диапазон высот — от 5 метров над уровнем моря на берегу Амазонки до 200 метров на южных возвышенностях.
Тип климата по классификации Кёппена — экваториальный муссонный. Температура воздуха практически одинакова в любое время года, с небольшим понижением в июле и повышением в апреле. Она колеблется в пределах 19—33 °С. Годовое количество осадков составляет 1500—2000 мм, месячное — от 38 мм в июле до 314 мм феврале. Дождь выпадает примерно 240 дней в году.

## Флора
Влажные леса Тапажоса-Шингу обладают плодородной почвой и высоким разнообразием флоры и фауны. Преобладающий тип растительности — вечнозелёные тропические леса, произрастающие на так называемых terra firme, незатопляемых территориях. Берега Амазонки занимают низменные леса. В южной части экорегиона леса предгорные, разреженный полог чередуется с участками густого леса. Разливы рек формируют леса игапо. Необычная разновидность лесов, располагающихся на более богатых почвах, нежели terra firme, с большим количеством крупных лиан на всех ярусах, характерна для южной и юго-восточной части экорегиона. Высота их полога достигает 25 метров.
Лианы относятся к семействам Бигнониевые (Bignoniaceae), Бобовые (Fabaceae), Hippocrateaceae, Луносемянниковые (Menispermaceae), Сапиндовые (Sapindaceae) и Мальпигиевые (Malpighiaceae). Крупные деревья в лиановых лесах представлены видами Apuleia molaris, багасса гвианская (Bagassa guianensis), Caryocar villosum, Hymenaea parvifolia, Tetragastris altissima, Astronium graveolens, Astronium lecointei, Apuleia leiocarpa, Sapium marmieri, Acacia polyphylla, Elizabetha spp., бразильский орех (Bertholletia excelsa) и Swietenia macrophylla. К эндемичными деревьям и лианам относятся Cenostigma tocantinum, Ziziphus itacaiunensis и Bauhinia bombaciflora. Широко распространённые деревья, не встречающиеся к западу от Тапажоса —  Zollernia paraensi, теоброма крупноцветковая (Theobroma grandiflorum) и Cordia goeldiana. Преобладающие растения из лесов игапо — Triplaris surinamensis, Piranhea trifoliata, Copaifera martii, Alchornea castaneifolia и Handroanthus heptaphyllus.

## Фауна
Во влажных лесах Тапажоса-Шингу обитает 161 вид млекопитающих, среди которых рыжебрюхий прыгун (Callicebus moloch), азарская мирикина (Aotus azarae), белобородый пекари (Tayassu pecari), ошейниковый пекари (Dicotyles tajacu), пума (Puma concolor), ягуар (Panthera onca), равнинный тапир (Tapirus terrestris), мазамы (Mazama), а также вымирающие красноспинный саки (Chiropotes albinasus) и белощёкая коата (Ateles marginatus). Реки являются домом для амазонского ламантина (Trichechus inunguis), амазонского дельфина (Inia geoffrensis) и белого дельфина (Sotalia fluviatilis).
В экорегионе распространено 556 видов птиц, например, скопа (Pandion haliaetus), южноамериканская гарпия (Harpia harpyja), тукан-ариель (Ramphastos vitellinus), малая чачалака (Ortalis motmot), 9 видов тинаму (из родов скрытохвосты (Crypturellus) и тинаму (Tinamus)), множество видов попугаев (в частности, 7 видов ар (Ara), а также аратинги (Aratinga), краснохвостые попугаи (Pyrrhura), тонкоклювые попугаи (Brotogeris), амазоны (Amazona) и красногузые попугаи (Pionus)), гоацин (Opisthocomus hoazin), рыжеголовый белобрюхий попугай (Pionites leucogaster) и двухполосый арасари (Pteroglossus bitorquatus).
Разнообразие пресмыкающихся представлено 111 видами, в том числе крокодиловым кайманом (Caiman crocodilus), чёрным кайманом (Melanosuchus niger) и терекайей (Podocnemis unifilis). Распространено 53 вида земноводных.
| |  |  |  |  |
| Фауна влажных лесов Тапажоса-Шингу: 1 — ошейниковый пекари, 2 — ягуар, 3 — красноспинный саки, 4 — красный ара, 5 — крокодиловый кайман |  |  |  |  |

## Сохранность
Влажные леса Тапажоса-Шингу пересекают Транс-Амазонская магистраль и дорога BR-163 из Сантарена в Куябу. Крупнейшие городские центры в экорегионе — Сантарен, Авейру и Алтамира. Колонизация, лесозаготовки, скотоводство и развитие сельского хозяйства приводят к крупномасштабному обезлесению и деградации земель. Пожары антропогенного происхождения, разжигаемые с целью расчистки территорий, угрожают лесным экосистемам, а также вызывают загрязнение воздуха. Добыча золота и других полезных ископаемых провоцируют загрязнение воды и разрушают окружающий ландшафт. В период с 2004 по 2011 год обезлесение составляло 0,38% в год. Глобальное потепление заставляет многие виды мигрировать в горы, чтобы найти регионы с подходящей температурой и количеством осадков. Низкие, плоские, деградировавшие леса Тапажоса-Шингу оказываются в такой ситуации чрезвычайно уязвимыми. Всемирный фонд дикой природы относит экорегион к категории уязвимых (Vulnerable).
Влажные леса Тапажоса-Шингу — один из 98 наиболее защищённых экорегионов в мире, более половины их площади располагаются в заповедных зонах с той или иной степенью охраны. Между реками Тапажос и Шингу создан ряд природоохранных объектов, в том числе экологическая станция Терра-ду-Мею (33 721 км²), биологический резерват Серра-ду-Кашимбу (3424 км²), национальные парки Серра-ду-Парду (4453 км²), Риу-Нову (5377 км²) и Жаманшин (8597 км²), множество территорий устойчивого природопользования (área de proteção ambiental, reserva extrativista), национальных лесов (floresta nacional) и индейских территорий (terra indígena), среди которых очень крупная территория Менкрагноти площадью 49 142 км².